# Jean Perrin
Jean Baptiste Perrin (Lille, 30 de septiembre de 1870-Nueva York, 17 de abril de 1942) fue un químico físico francés galardonado con el Premio Nobel de Física en 1926 por sus trabajos sobre los rayos catódicos y sobre el equilibrio de sedimentación.

## Biografía

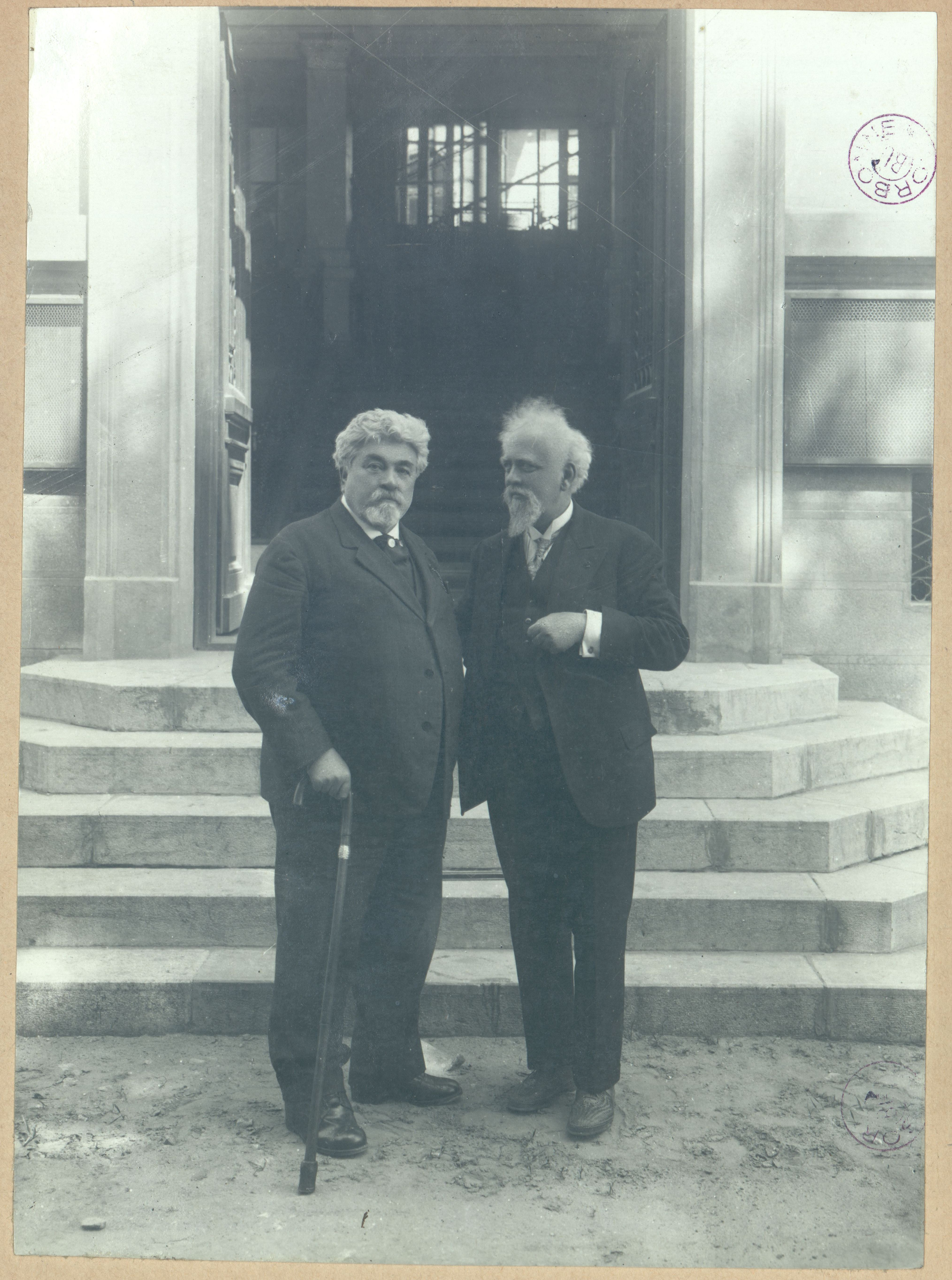
Universidad de Paris y la Sorbona. Los profesores Georges Cantacuzène y Jean Perrin en 1931 (Biblioteca de la Sorbona, NuBIS)

Estudió en el Lycée Janson de Sailly de París. Cursó estudios en la Escuela Normal Superior de París, siendo posteriormente profesor de la misma desde 1891. En 1910 se incorporó a la Universidad de París como profesor del departamento de física-química, que dirigió desde 1927 a 1940.
Durante la I Guerra Mundial sirvió en el ejército francés. En 1923 fue elegido miembro de la Academia de Ciencias de Francia. En 1936 fue designado subsecretario de Estado para asuntos científicos en el Gobierno del Frente Popular de Léon Blum.
En 1940 se trasladó a los Estados Unidos, participando en el movimiento llamado Francia Libre y dirigió el departamento científico de la Escuela Libre de Estudios Superiores de Nueva York.
Fue el padre de Francis Perrin, también físico, especialista en fisión nuclear, quien dirigió la Comisión para la Energía Atómica de Francia (CEA) de 1951 a 1970.
Jean Baptiste falleció el 17 de abril de 1942 en Nueva York, siendo transportadas sus cenizas el 17 de noviembre de 1948 al Panteón de París.

## Investigaciones científicas

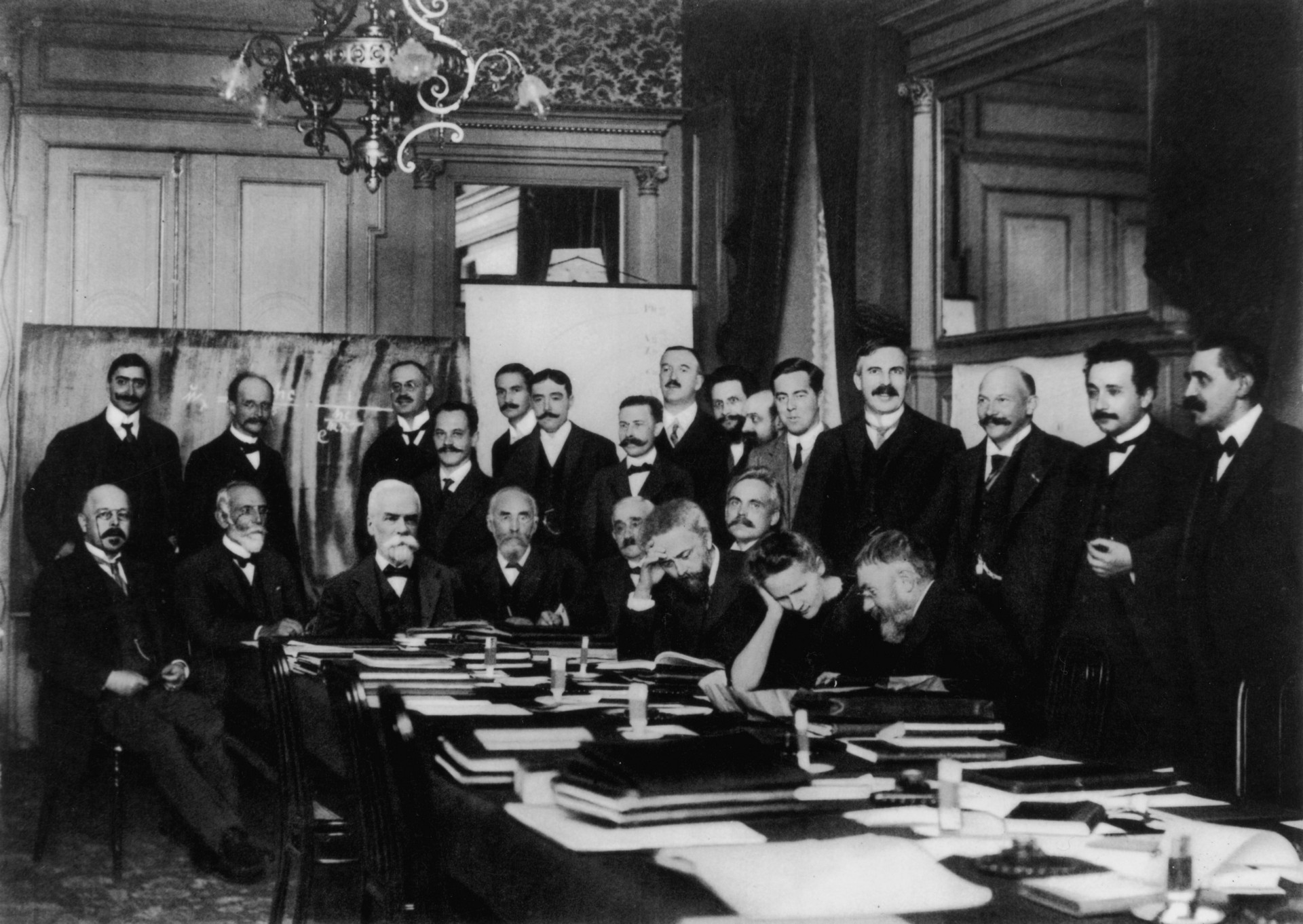
Primera Conferencia Solvay de 1911. Jean Baptiste Perrin aparece a la derecha de Marie Curie, reclinado sobre su brazo.

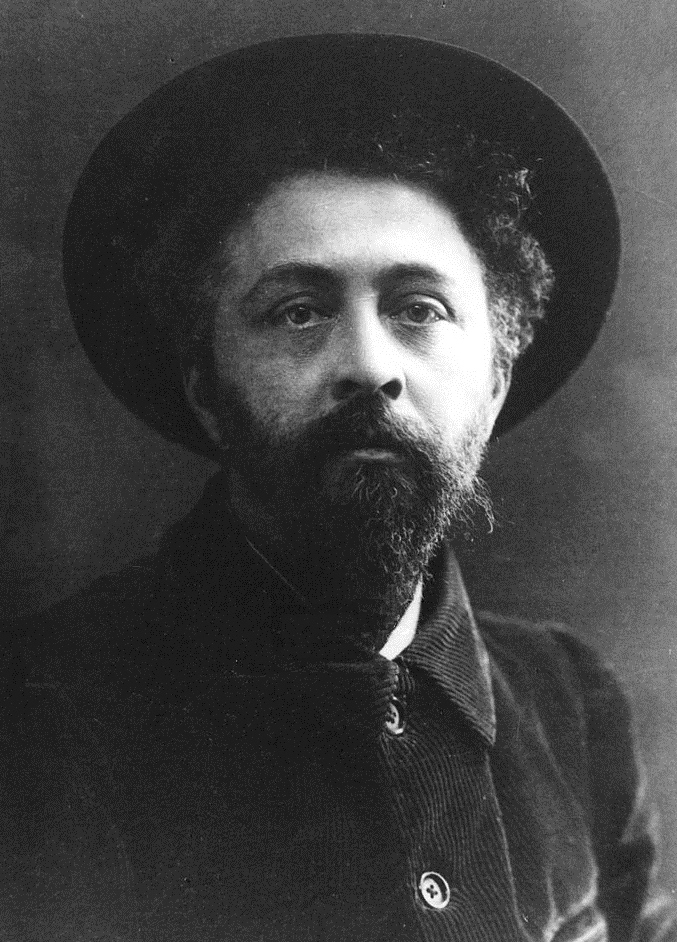
Jean Perrin en 1908

Perrin modificó el modelo atómico de Thomson, y sugirió por primera vez que las cargas negativas son externas al núcleo. En 1895, encontró que los rayos catódicos depositan carga en un electroscopio, con lo que confirmó que se trataba de partículas cargadas negativamente. Fue por aquellas fechas cuando el inglés Joseph John Thomson se interesó en medir la velocidad de dichas partículas, que serían finalmente identificadas como los electrones. En 1908 calculó de forma exacta el número de Avogadro (número de moléculas contenidas en un mol de gas en condiciones normales).
Después de que Albert Einstein publicó en 1905 su explicación teórica sobre el movimiento browniano en términos de átomos, Perrin realizó el trabajo experimental para probar y verificar las predicciones de Einstein, resolviendo así la disputa que había durado un siglo sobre la teoría atómica formulada por John Dalton. Propuesto por Carl Benedicks, Perrin recibió en 1926 el Premio Nobel de Física por sus trabajos relativos a la discontinuidad de la materia y por el descubrimiento del equilibrio de sedimentación. Estos descubrimientos pusieron un final definitivo a la larga disputa (véase: historia de la teoría molecular) con respecto a la cuestión de la realidad física de las moléculas.
En 1919 propuso que los procesos nucleares pueden proporcionar la fuente de energía en las estrellas. Se dio cuenta de que la masa de un átomo de helio es menor que la de cuatro átomos de hidrógeno, y que la equivalencia entre masa y energía de Einstein implica que la fusión nuclear (4 H → He) podría liberar suficiente energía para hacer brillar a las estrellas durante miles de millones de años. Una teoría similar fue propuesta por primera vez por el químico estadounidense William Draper Harkins en 1915. Hans Bethe y Carl Friedrich von Weizsäcker determinaron el mecanismo detallado de la nucleosíntesis estelar durante la década de 1930.
En 1927, fundó el Institut de Biologie Physico-Chimique junto con el químico André Job y el fisiólogo André Mayer.  Fue financiado por Edmond James de Rothschild. En 1937, Perrin fundó en París un museo de ciencia, el Palacio del Descubrimiento.
Es considerado el padre fundador del Centro Nacional para la Investigación Científica (CNRS). Siguiendo una petición de Perrin firmada por más de 80 científicos, entre ellos ocho premios Nobel, el ministro de educación francés creó el Consejo Superior de Investigación Científica (Consejo Nacional de Investigación de Francia) en abril de 1933. En 1936, Perrin, entonces subsecretario de investigación, fundó el Servicio Central de Investigación Científica (Agencia Central Francesa para la Investigación Científica). Ambas instituciones se fusionaron bajo el paraguas del CNRS el 19 de octubre de 1939.
Entre sus alumnos notables figura Pierre Victor Auger.

## Publicaciones
Autor de varios libros y disertaciones, las más notables de sus publicaciones fueron:
- "Rayons cathodiques et rayons X"
- "Los Principes"
- "Electrisation de contact"
- "Réalité moléculaire"
- "Matière et Lumière"
- "Lumière et Reaction chimique"

## Reconocimientos
Perrin recibió numerosos premios prestigiosos, entre ellos:
- Nombrado dos veces miembro del Congreso Solvay en Bruselas en 1911 y en 1921
- Miembro de la Royal Society de Londres[14] y de las Academias de Ciencias de Bélgica, Suecia, Turín, Praga, Rumania y China.[2]
- Premio La Caze de la Academia de Ciencias de Francia
- Galardonado con el Premio Nobel de Física por sus trabajos relativos a la discontinuidad de la materia y por el descubrimiento del equilibrio de sedimentación.[2]
- Se convirtió en Comandante del Legión de Honor en 1926 y fue nombrado Comandante del Orden de Leopoldo (Bélgica).